# Військовий цвинтар № 203 (Тарнів-Кжиж)
Військовий цвинтар № 203 (Тарнів-Кжиж) — військовий цвинтар часів Першої світової війни в районі Кжиж міста Тарнів (Польща). Збудований Відділом військових поховань ц.і.к. Військової комендатури у Кракові.
Поховано 35 або 38 загиблих солдат російської армії. Центральними елементом кладовища був високий бетонний православний хрест. Цвинтар проектував Генріх Шольц.
За описами Р. Броха існувала 1 братська могила та дві індивідуальні. За описом 1954 р. — дві братські та дві індивідуальні. З усіх похованих відомо тільки одне прізвище — Єремій Ковтун.
У 1931 р. на цвинтарі поховано начальника штабу Армії УНР генерала Миколу Юнаківа.
Після Другої світової війни цвинтар було знищено. На його місці створено цивільне кладовище. Зберігся лише хрест, відновлений після проголошення незалежності України.